# Sanguine (U-Boot)
HMS Sanguine (Kennung: P266) (englisch zuversichtlich) war ein U-Boot der britischen Royal Navy bzw. der israelischen Marine. Das Boot gehörte zum vierten Baulos der S-Klasse, die auch als Subtle-Klasse bezeichnet wurde.
Die Sanguine wurde am 10. Januar 1944 bei Cammell, Laird & Company im nordwestenglischen Birkenhead auf Kiel gelegt, lief am 15. Februar 1945 vom Stapel und wurde von der Royal Navy am 13. Mai 1945 in Dienst gestellt.
Das Schiff wurde 1958 von israelische Marine als Rahav, auf hebräisch רָהַב, übernommen. Der Name rührt von einem biblischen Seeungeheuer namens Rahav her (Ijob 26,12 ). 1968 außer Dienst gestellt, diente sie danach als Ersatzteilspender für das ebenfalls in israelischen Diensten stehende Schwesterboot Tanin.